# سلوى نصار
سلوى شكري نصار (1913 - 17 فبراير 1967)، أحد الأطر التعليمية اللبنانية الأوائل اللائي اقتحمن عالم الإدارة والتعليم والعلوم في الشرق الأوسط، وذلك في منتصف القرن العشرين، حيث كانت من أوائل النساء العربيات وفي دول الجنوب الحاصلات على شهادة دراسات علمية معمقة في العلوم الفيزيائية بين نساء دول الجنوب، شغلت باستحقاق منصب مديرة كلية، وكانت أول سيدة لبنانية تحصل على درجة الدكتوراه في علم الفيزياء.
ولدت سلوة بضهور الشوير، والتحقت بمدرسة برمانا الثانوية والجامعة الأمريكية في بيروت.
وتعتبر أيضا على مستوى كرونولوجيا تطور اقتحام المرأة لمجالات العلوم والسياسة والرياضة والإدارة وغيرها، أول طالبة في برنامج الرياضيات في الجامعة الأمريكية في بيروت وأول اللبنانيات الحاصلات على درجة دكتوراة فيزيائية من جامعة دولية وثامن امرأة تحصل على شهادة دوكتوراة فيزياء من جامعة بروكلي بكاليفورنيا.
درست لعدة سنوات في كلية بيرزيت بعد التخرج،  ثم التحقت بكلية الدراسات العليا في كلية سميث، حيث حصلت على درجة الماجستير في الفيزياء في عام 1940. أكملت دراسات الدكتوراه في جامعة كاليفورنيا في بيركلي في عام 1945، حيث كانت المرأة الثامنة التي تحصل على درجة الدكتوراه في الفيزياء.
سلوى شكري نصار من ضهور الشوير، التحقت بمدرسة برمانا الثانوية والجامعة الأمريكية في بيروت.  كانت أول طالبة في برنامج الرياضيات المتخصصة في الجامعة الأمريكية في بيروت. درست لعدة سنوات في كلية بيرزيت بعد التخرج،  ثم التحقت بكلية الدراسات العليا في كلية سميث، حيث حصلت على درجة الماجستير في الفيزياء في عام 1940. أكملت دراسات الدكتوراه في جامعة كاليفورنيا في بيركلي في عام 1945، حيث كانت المرأة الثامنة التي تحصل على درجة الدكتوراه في الفيزياء 
كانت أيضًا أول سيدة لبنانية تحصل على درجة الدكتوراه في الفيزياء
ومن أول النساء العرب اللائي التحقن بجامعات أمريكية وأوروبية للدراسات العليا في مجالات العلوم الدقيقة.

## وظائف وأعمال
سلوى نصار درست الفيزياء وأجرت أبحاثًا في الجامعة الأمريكية في بيروت. تضمنت منشورات نصار الأكاديمية مقالات بحثية تحمل عناوينًا مثل «كاسكيد شوويرز وثاني بروز ميدوتون في الرصاص» (1946)، وأيضًا مقالات أوسع عن التعليم العالي، مثل «عجائب الإبداع» (1962). كانت مسؤولة عن بناء قسم موارد ومختبرات الفيزياء وهي ومؤسسة المعهد اللبناني للبحوث العلمية. 
تم تعيينها رئيسة قسم الفيزياء في جامعة الإمارات العربية المتحدة عام 1965، وفي نفس العام أصبحت أول امرأة لبنانية رئيسة لكلية بيروت للبنات.

## الحياة الخاصة
توفيت سلوى نصار في عام 1967، بسرطان الدم، عن العمر 54 عامًا.
أطلق اسم سلوى نصار على «مؤسسة سلوى نصار للدراسات اللبنانية» تكريما لذكراها. في مجال العلوم والتعليم والإدارة، وفتح الطريق للمرأة في الشرق الأوسط وشمال إفريقيا لاقتحام عوالم متعددة في الإدارة والتعليم والسياسة وغيرها من المجالات المهمة في الحياة البشرية الحديثة والمعاصرة.